# Arzachena
Arzachena (en galurés, Alzachèna, en sardo Altzaghèna) es un municipio italiano y su capital, de más de doce mil habitantes en la Provincia de Sassari (Cerdeña), situada a cerca de 83 m s. n. m. Es después de Olbia y Tempio Pausania el centro más poblado de la Gallura, región histórica del noreste de Cerdeña, y es el centro administrativo de toda la Costa Smeralda. Situada a cerca de 25 kilómetros de la capital provincial, y a 45 km de Tempio Pausania, tiene una gran importancia desde el punto de vista económico como centro turístico. Una de sus frazioni es Porto Cervo.

## Evolución demográfica
| Gráfica de evolución demográfica de Arzachena entre 1861 y 2001 |
|                                                                 |
| Fuente ISTAT - elaboración gráfica de Wikipedia                 |